# 芹川晴夫の土曜生生ランド
『"人間って素晴らしい"芹川晴夫の土曜生生ランド～5時間ですよ』（にんげんって すばらしい・せりかわはるおの・どよういきいきランド・ごじかんですよ）は、山形放送ラジオでかつて毎週土曜の朝7時から昼12時まで放送していた長時間ワイド番組。1995年10月～2000年4月1日にかけてオンエア。

## パーソナリティー
- 芹川晴夫

## アシスタント
- 初代：奥山さち代
- 2代目：松下香織

## 主なコーナー
- YBC流川柳 略称「Y川（わいせん）」△
- アメリカからおばんです（アメリカ衛星中継リポート）※
- のぞいちゃいや～ん（心理テスト）
- 世の中KONNANです（時事トーク）